# Prinzhöfte
Prinzhöfte ist eine Gemeinde in der Samtgemeinde Harpstedt im Landkreis Oldenburg in Niedersachsen. Sie erstreckt sich auf einer Fläche von 41,98 Quadratkilometern. Im Jahr 2020 hatte die Gemeinde 660 Einwohner.

## Geographie

### Lage
Die Gemeinde liegt südlich der Bundesautobahn 1, die durch die Gemeinde führt und zwischen den Anschlussstellen Wildeshausen/Nord und Groß Ippener liegt. Diese Autobahn kann man von Simmerhausen leicht, nach kurzer Fahrt auf der Bundesstraße 213, erreichen.

### Gemeindegliederung
Zur Gemeinde Prinzhöfte gehören die Ortsteile

Prinzhöfte, Hölscher Holz, Horstedt, Klein Henstedt, Schulenberg, Simmerhausen, Stiftenhöfte und Wunderburg

sowie eine inmitten Hengsterholz (Gemeinde Ganderkesee) liegende 12 Hektar große Exklave, die zu Klein Henstedt gehört.

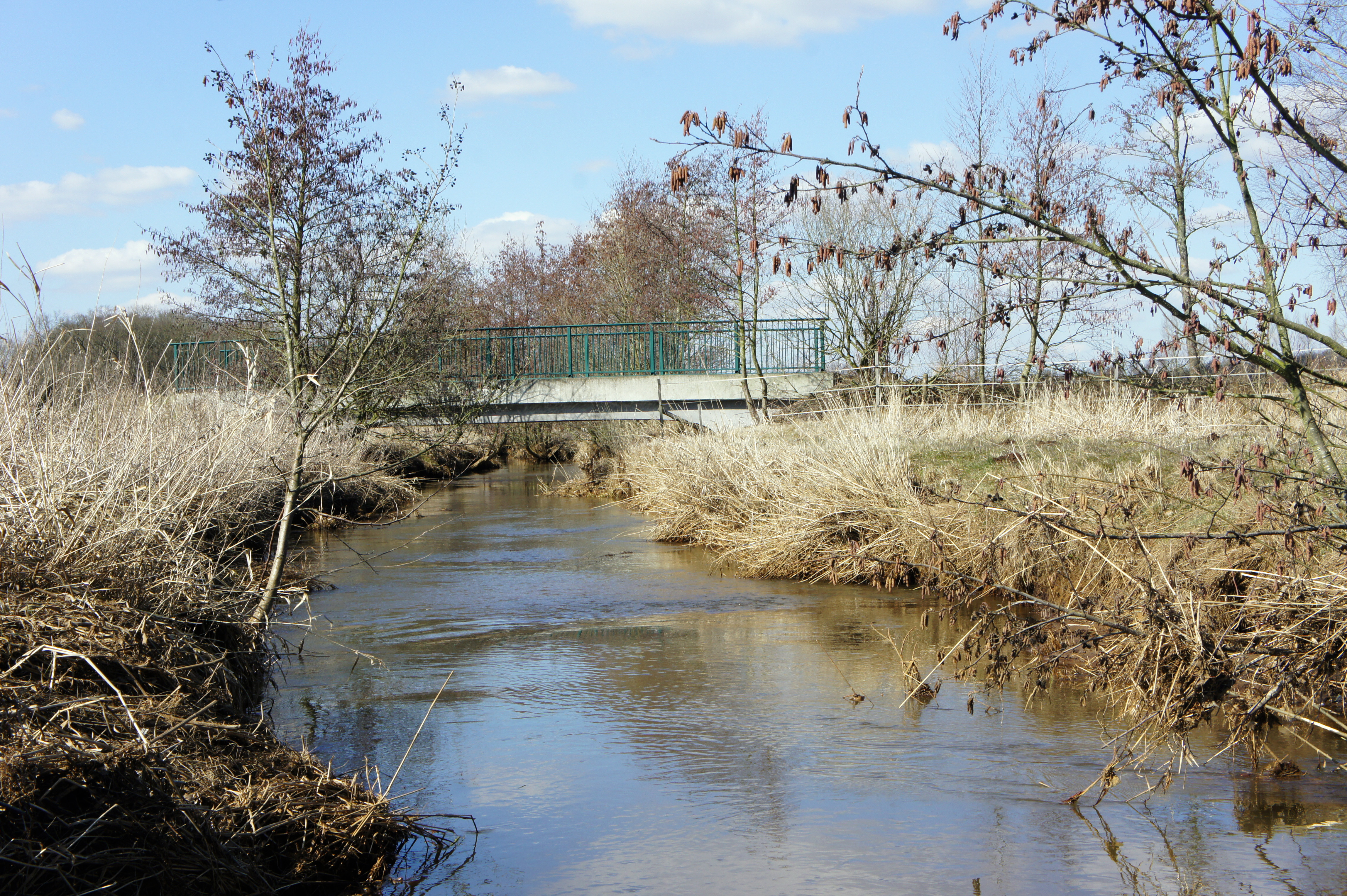
Delme bei Klein Henstedt

## Eingemeindungen
Am 1. März 1974 wurden die Gemeinden Horstedt und Klein Henstedt eingegliedert.

## Politik

### Gemeinderat
Der Rat der Gemeinde Prinzhöfte besteht aus neun Ratsfrauen und Ratsherren. Dies ist die festgelegte Anzahl für die Mitgliedsgemeinde einer Samtgemeinde mit einer Einwohnerzahl zwischen 501 und 1.000 Einwohnern. Die neun Ratsmitglieder werden durch eine Kommunalwahl für jeweils fünf Jahre gewählt. Die aktuelle Amtszeit begann am 1. November 2021 und endet am 31. Oktober 2026.
Die letzten Gemeinderatswahlen ergaben folgende Sitzverteilungen:
| Partei                        | 2021    | 2016    |
| ----------------------------- | ------- | ------- |
| Wählergemeinschaft Prinzhöfte | 7       | 7       |
| Bündnis 90/Die Grünen         | 2       | 2       |
| Gesamt                        | 9 Sitze | 9 Sitze |
| Wahlbeteiligung               | 67,74 % | 61,79 % |

### Bürgermeister
Der Gemeinderat wählte das Gemeinderatsmitglied Hans-Hermann Lehmkuhl (Wählergemeinschaft Prinzhöfte) zum ehrenamtlichen Bürgermeister für die aktuelle Wahlperiode.

### Wappen
Das blaue Wappen der Gemeinde zeigt eine goldene Krone im oberen Drittel. Darunter sind jeweils zwei breite silberne Querstreifen mit Flechtwerk zu finden.

## Kultur und Sehenswürdigkeiten
- Wunderburger Moor im Süden
- Kleineres Simmerhauser Moor am Rande von Simmerhausen, nahe der B 213, zu dem aber keine Weg führt
- Über 200 Jahre alte Bauernhäuser u. a. Hofanlage Dorfstraße 16, Hofanlage Dorfstraße 24

## Infrastruktur
- Gewerbegebiet Simmerhausen an der B 213 nahe der Autobahn A 1 / A 28
- Festsaal in Horstedt
- Freiwillige Feuerwehr von 2019 als Zusammenschluss der Feuerwehren von Prinzhöfte und Klein-Henstedt
- Kindergarten in Schulenberg
- Zentrum PrinzHöfte im Verein für ganzheitliches Lernen
- Wildnisschule Wildeshausen im Verein für ganzheitliches Lernen